# Christopher Gundersen
Christopher Maxo Guldahl Gundersen (Oslo, 16 de octubre de 1983) es un deportista noruego que compitió en vela en la clase Europe. Ganó dos medallas en el Campeonato Mundial de Europe, bronce en 2003 y oro en 2004.

## Palmarés internacional
| Campeonato Mundial | Campeonato Mundial | Campeonato Mundial | Campeonato Mundial |
| Año                | Lugar              | Medalla            | Clase              |
| ------------------ | ------------------ | ------------------ | ------------------ |
| 2003               | Cádiz (España)     | Medalla de bronce  | Europe             |
| 2004               | Cagliari (Italia)  | Medalla de oro     | Europe             |